# 阿陶
阿陶，是匈牙利巴兰尼亚州所辖的一个村。总面积8.09平方公里，总人口173，人口密度21.4人/平方公里（2011年1月1日）。